# 我孫子市立湖北台東小学校
我孫子市立湖北台東小学校（あびこしりつ こほくだいひがししょうがっこう）は、千葉県我孫子市にある公立小学校。湖北駅から歩いて約10分のところにある。

## 学区
地域別
湖北台、都部新田、中峠村下、中里新田

## 学校設備
- 校舎
- 体育館
- プール
- 校庭

## 部活動
- 陸上部
- 吹奏楽部

## 学校行事
- 林間学校（5年生）
- 修学旅行（6年生）
- マラソン大会
- 運動会
- 東小祭り
- メロディーフェスティバル
- 卒業を祝う会

東小では、我孫子市小学校陸上競技大会(千葉県陸上競技大会予選会)が行われる。

## 著名な出身者
- 細川ふみえ - タレント